# Секст Корнелий Клемент
Секст Корнелий Клемент (лат. Sextus Cornelius Clemens) — римский политический деятель второй половины II века.
Его отца звали Секстом. Клемент происходил из Цезареи, расположенной в провинции Мавретания Цезарейская. Он принадлежал к Палатинской трибе. Между 161 и 169 годом Клемент занимал должность консула-суффекта. В 171/172 году он находился на посту наместника Дакии.